# 阿诺伊亚
阿诺伊亚（希臘語：Ανώγεια）是希腊克里特大区雷西姆农专区的市镇，位于克里特岛中部。市镇面积为102.6平方公里，2021年人口数量为2,240人。